# Tiago Ilori
Tiago Abiola Delfim Almeida Ilori (sinh 26 tháng 2 năm 1993) là một cầu thủ bóng đá chuyên nghiệp người Bồ Đào Nha chơi ở vị trí Trung vệ cho câu lạc bộ Liverpool.
Câu lạc bộ khởi nghiệp của Tiago là Sporting Lisbon, có trận đấu ra mắt cho câu lạc bộ vào năm 2011 trước khi gia nhập Liverpool hai năm sau.
Ilori đã ra sân 36 lần cho đội tuyển Bồ Đào Nha.

## Thống kê sự nghiệp

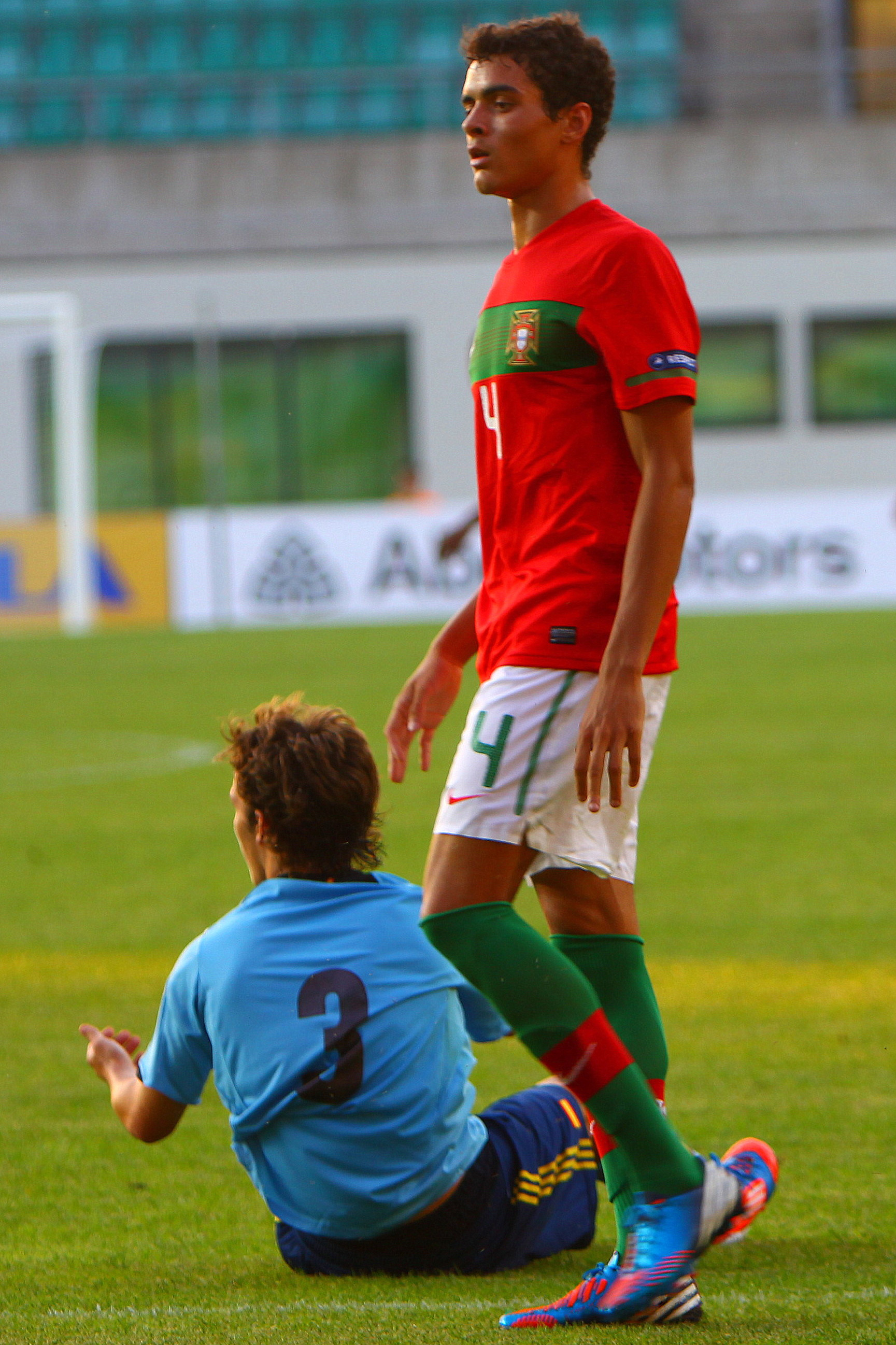
Ilori năm 2012

Tính đến 19 tháng 4 năm 2015
| Mùa giải            | Câu lạc bộ          | Giải đấu            | Giải đấu | Giải đấu | Cúp quốc gia | Cúp quốc gia | Cúp liên đoàn | Cúp liên đoàn | Châu Âu | Châu Âu | Tổng cộng | Tổng cộng |
| Mùa giải            | Câu lạc bộ          | Giải đấu            | Trận     | Bàn      | Trận         | Bàn          | Trận          | Bàn           | Trận    | Bàn     | Trận      | Bàn       |
| ------------------- | ------------------- | ------------------- | -------- | -------- | ------------ | ------------ | ------------- | ------------- | ------- | ------- | --------- | --------- |
| 2011–12             | Sporting            | Primeira Liga       | 1        | 0        | 0            | 0            | 0             | 0             | 1       | 0       | 2         | 0         |
| 2012–13             | Sporting            | Primeira Liga       | 11       | 1        | 0            | 0            | 0             | 0             | 1       | 0       | 12        | 1         |
| 2013–14             | Liverpool           | Premier League      | 0        | 0        | 0            | 0            | 0             | 0             | —       | —       | 0         | 0         |
| 2013–14             | Granada             | La Liga             | 9        | 0        | 0            | 0            | 0             | 0             | —       | —       | 9         | 0         |
| 2014–15             | Bordeaux            | Ligue 1             | 12       | 1        | 2            | 0            | 1             | 0             | —       | —       | 15        | 1         |
| 2015–16             | Aston Villa         | Premier League      | 0        | 0        | 0            | 0            | 0             | 0             | —       | —       | 0         | 0         |
| Tổng cộng sự nghiệp | Tổng cộng sự nghiệp | Tổng cộng sự nghiệp | 33       | 2        | 2            | 0            | 1             | 0             | 2       | 0       | 38        | 2         |